# 九龍山天寶寺
24°28′26″N 120°46′00″E / 24.473856°N 120.766798°E
九龍山天寶寺，是位於臺灣苗栗縣銅鑼鄉九湖村的觀音寺，其主神被稱為「火觀音」，與鳳龍山觀音寺的「水觀音」相對，又因1990年出現大南蛇而轟動一時。

## 廟景
此寺於1921年在九龍山建廟，昔稱「古蓮寺」。一樓為關聖帝殿；二樓為觀音殿。傳說過去曾有人拍下殿內觀音神像噴火的奇觀，加上該地在風水稱為「火龍穴」，因此被喚作「火觀音」，與三義鄉鳳龍山寺稱為「水觀音」的主神相對，還有信眾會同時前往禮佛，水火同觀。
1990年10月7日，三義鄉木雕業者謝其燕將高約三公尺、長七公尺的樟木樹根贈送此寺。後來，天寶寺管理委員會請雕刻師傅在該檜木上雕刻觀音菩薩，並讓神像手中的淨瓶可以噴水，稱為「觀音木龍」，安座在觀音殿旁，並設置水泥基座、假山等裝飾，2009年9月19日連續3天舉辦竣工落成儀式及法會。

## 南蛇
1990年5月13日中午時分，一條長約兩公尺的南蛇沿著天寶寺外的供桌，爬至寺內神桌上。該晚牠在神桌的觀世音、金童、玉女神像上攀爬，並於千里眼、順風耳附近遊走約一小時後，即躲在高約3公尺的樑柱上休息，至19日晚間，該蛇二度在神像上遊走現身，此後即很少出現，除了短暫回到神桌的觀世音神像後方之外，幾乎全部待在樑上。該事情傳開後，從中臺灣和北臺灣的信徒都前往天寶寺爭睹風采。
南蛇連日來不斷在寺內到處攀爬，有時在觀世音背後或雕樑畫棟上休息，有時又在金童玉女和觀世音神像上游走，對前來圍觀膜拜的人們不以為意。因蛇多伏少出，信徒只能仰頭遠望頭或尾部，擔心蛇突然掉下來。前來的信徒們將窄小鄉道擠得水洩不通，為了雙層巴士被榕樹擋住，人們還將榕樹鋸掉。寺外攤販也大做生意，宛如廟會般熱鬧。在同月28日報導時，寺方估計15天以來已有超過3萬人前往。
面對一波波的人潮，寺內人員每天忙著煮麵給信徒吃，也規定膜拜者每人三炷香，且入寺必需脫鞋，並有專人用麥克風在現場指揮信徒如何膜拜。乩童說觀世音表示蛇會在端午節前後離去，也曾有外來的三名和尚在端午凌晨零時許輪番誦經做法，準備將蛇請回山林，但牠只爬下樑柱在地上遊走一陣後，又回至原處。爾後，蛇從5月13日逗留長達32日，便自行消失，寺方遂在寺旁掛有一幅巨蛇盤踞在觀音菩薩與金童、玉女頭肩上的照片作為紀念。寺方將此事稱為「金龍顯跡」。

## 圖集

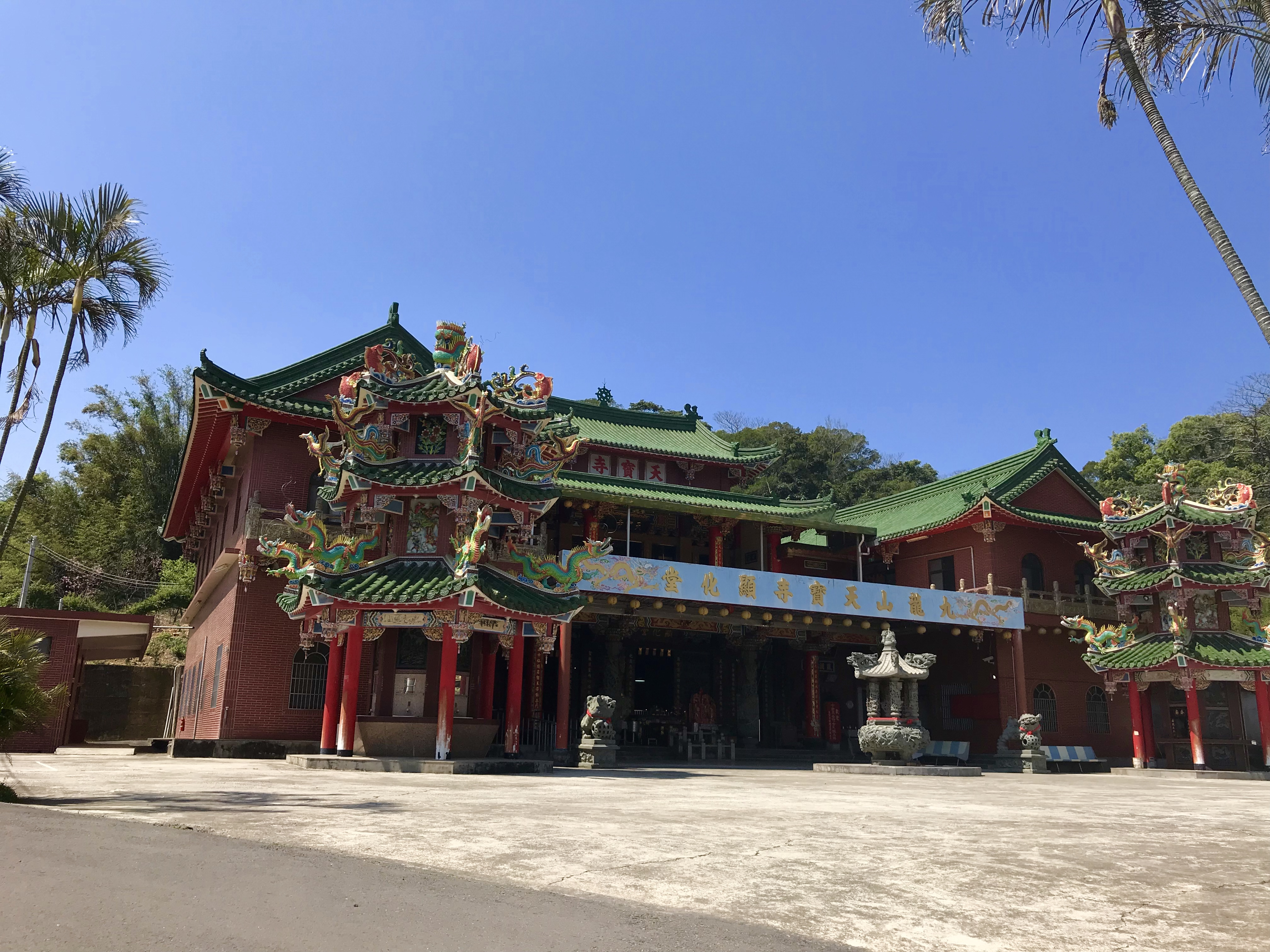
廟身
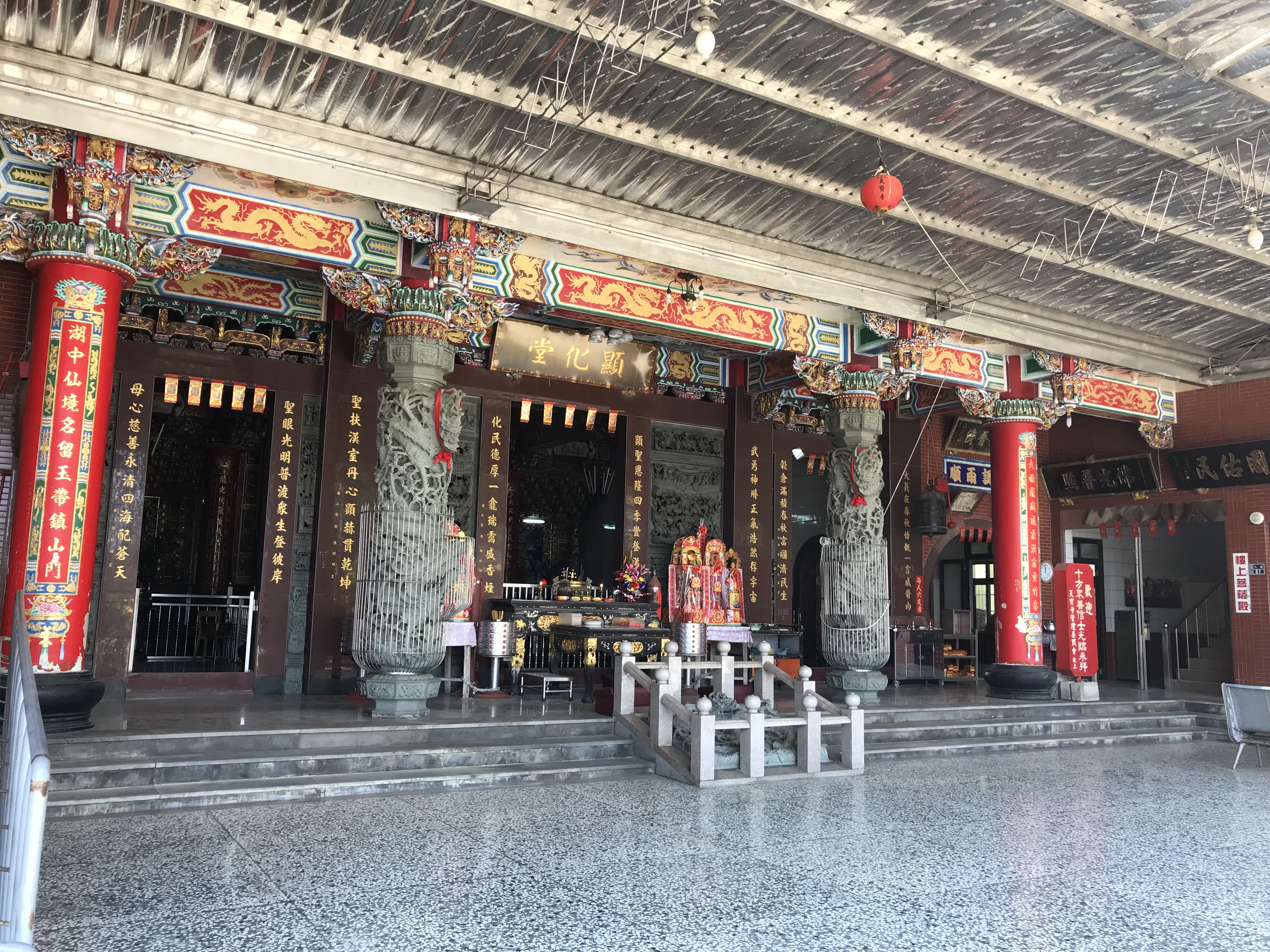
「顯化堂」匾額
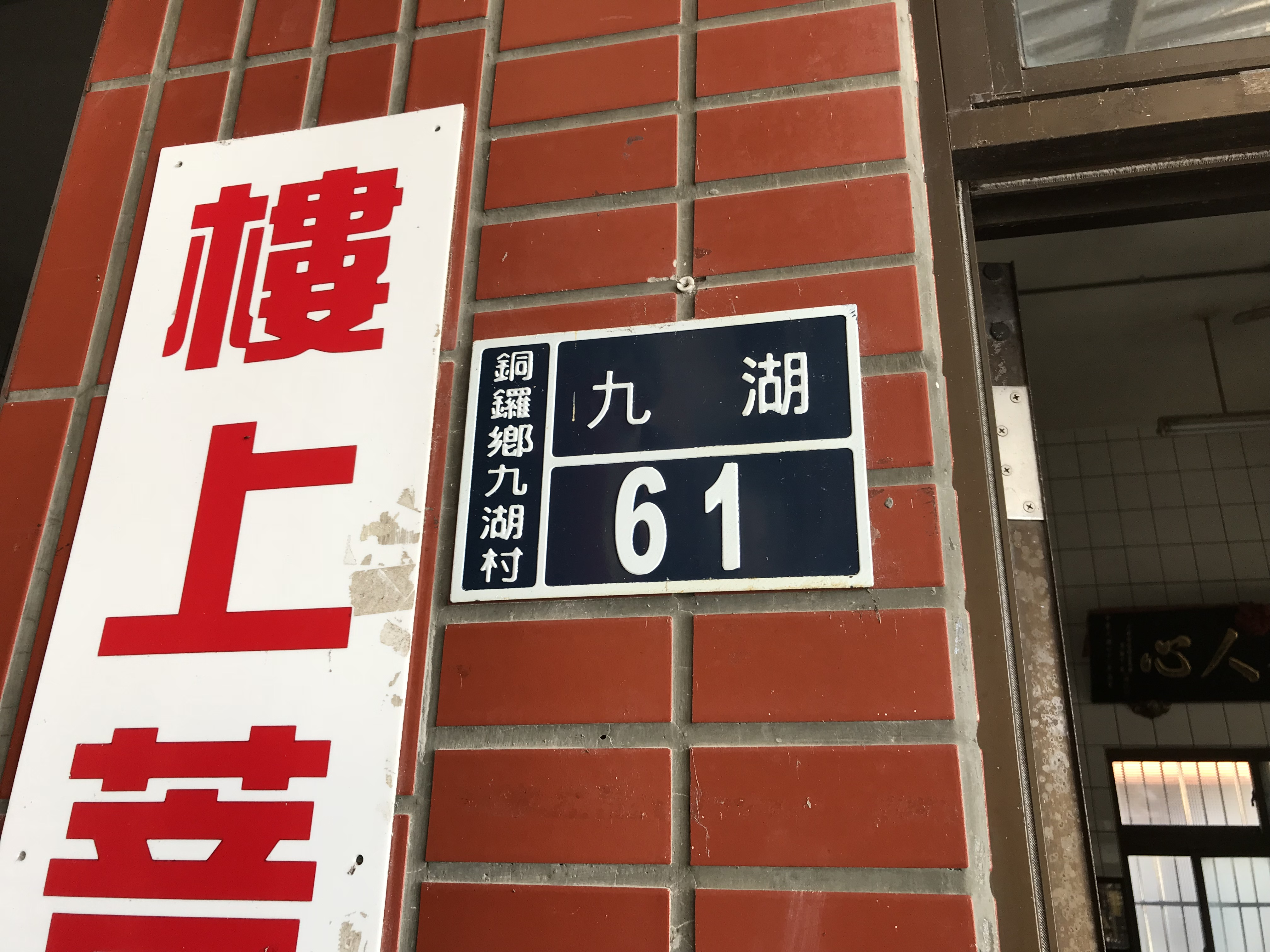
門牌
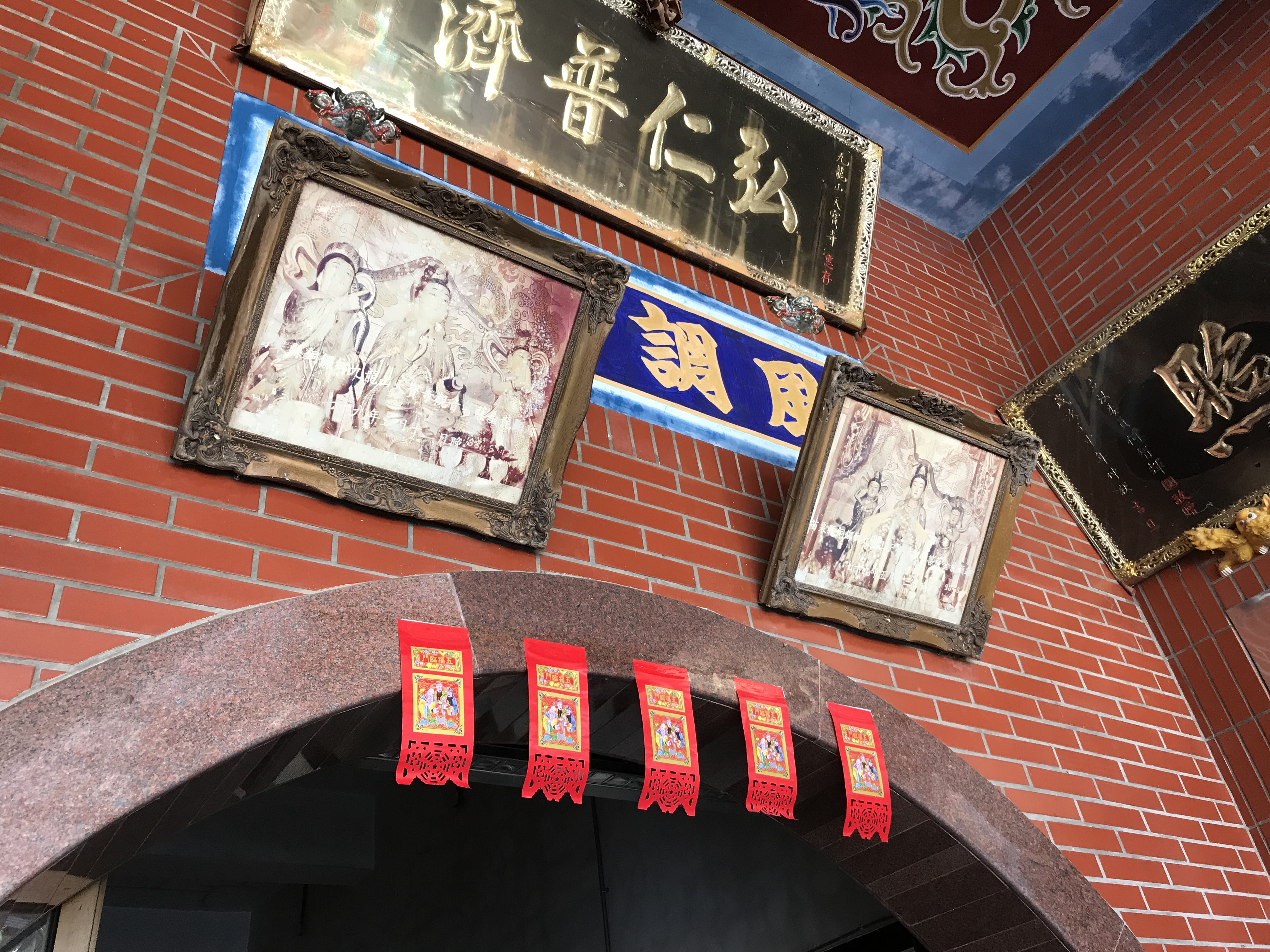
1990年大南蛇出沒照片。